# Fenghuang

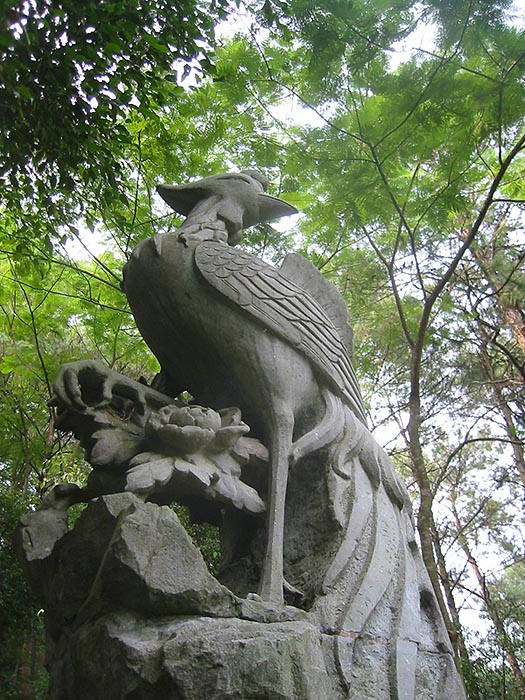
Scultura rappresentante un fenghuang, città di Nanning, provincia di Guangxi

Il fenghuang (cinese: 鳳凰T, FènghuángP) è un uccello leggendario della mitologia cinese, avente caratteristiche simili, ma non identiche, alla fenice greca ed egizia.
I maschi sarebbero i feng e le femmine huang. Oggi questa distinzione non viene più fatta e Feng e Huang sono uniti in un'unica entità femminile, spesso accoppiata a quella maschile del drago.
Il Fenghuang è a volte chiamato Gallo Augusto, prendendo il posto del gallo nello zodiaco cinese. Nei paesi occidentali l'animale viene chiamato anche fenice cinese.

## Aspetto
Il Fenghuang ha un piumaggio colorato, una testa con grandi occhi allungati e un becco a punta leggermente curvo. Ha in pratica il becco di un gallo, il muso di rondine, la fronte di una gallina, il collo di un serpente, il petto di un'oca e il dorso di una tartaruga, le gambe di cervo e la coda di pavone. Il suo corpo simboleggia i sei corpi celesti: la testa è il cielo, gli occhi il sole, il dorso la luna, le ali il vento, i piedi la terra e la coda i pianeti. La livrea contiene i cinque colori fondamentali: nero, bianco, rosso, blu e giallo.
Il Fenghuang è la regina degli uccelli; diversamente dalla fenice greca, non si getta nel fuoco per rigenerarsi ma si riproduce come gli altri volatili. È spesso rappresentata con le ali aperte mentre lotta contro un serpente.

## Origine
Le rappresentazioni della fenice cinese risalgono a settemila anni fa, spesso come amuleti di giada, essendo un portafortuna per le tribù della Cina orientale. Forse è ispirato a un animale preistorico cinese simile a uno struzzo.
Durante la dinastia Han (2200 anni fa), il Fenghuang era usato come simbolo del Sud, rappresentato da maschio, Feng, e femmina, Huang, uno di fronte all'altra. Era anche simbolo dell'imperatrice nella coppia imperiale, mentre il drago rappresentava l'imperatore. Per questo motivo i due animali erano raffigurati nelle celebrazioni di nozze come buon auspicio per la relazione coniugale, un'altra metafora di yin e yang.
Inoltre, nelle decorazioni delle case, stava a significare che le persone che vivevano in quell'edificio erano leali ed oneste poiché la fenice vive in posti dove non c'è corruzione.

## Simbologia

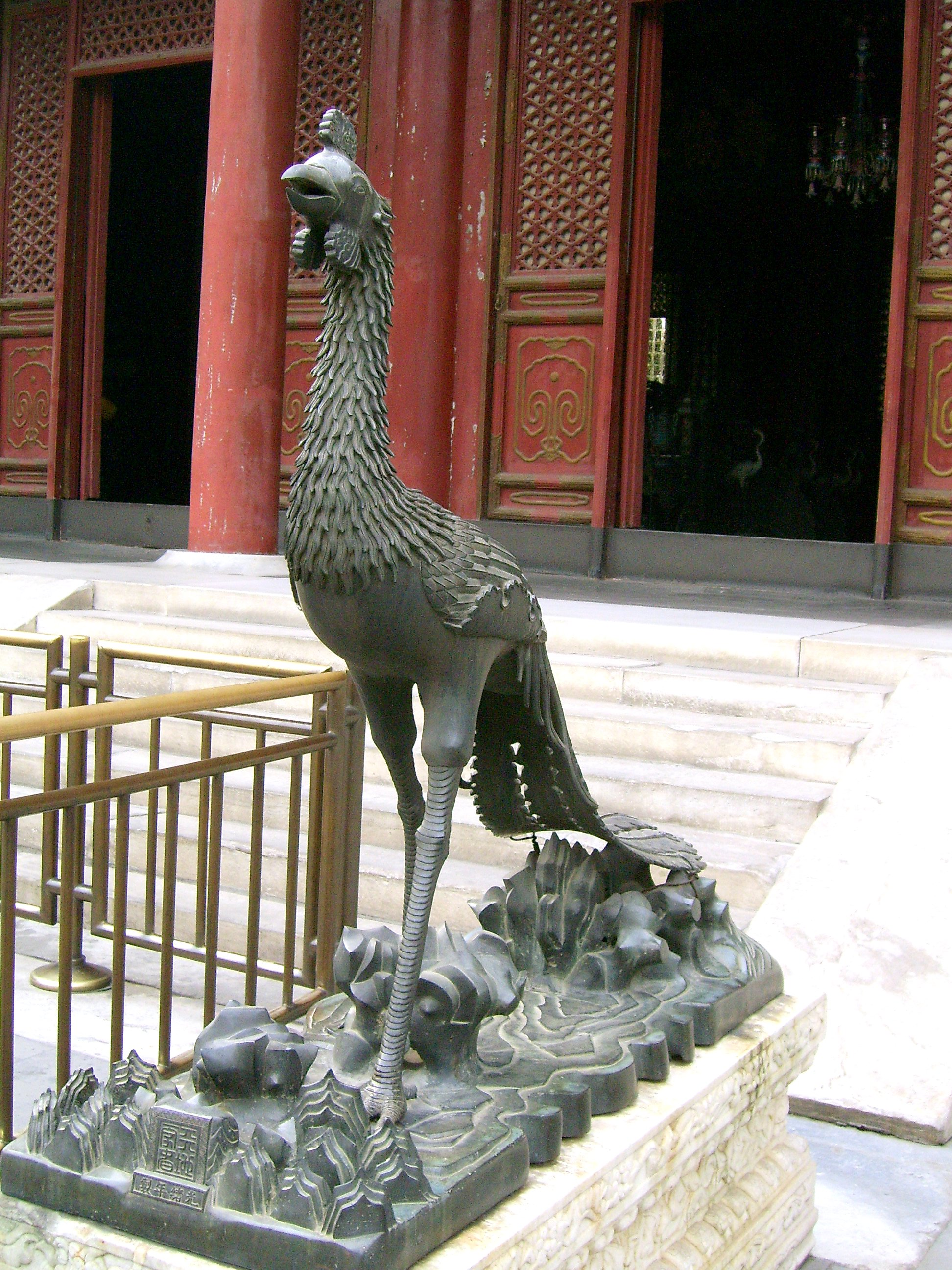

Il nome si riferisce alla puntuale applicazione della legge tradizionale di polarità del simbolo in riferimento alla dualità cosmica che per i cinesi si identifica nel binomio di forze Yin e yang. Infatti in questo uccello è insito il riferimento sia alla coppia lunisolare che presiede l'illuminazione del giorno e della notte, sia alle due coppie simmetriche date dai due aspetti del sole ai solstizi (d'Estate e d'Inverno) e dai due aspetti del sole agli equinozi (di Primavera e d'Autunno).
Nel primo libro dello Shang jing, sono descritti i segni del Fenghuang:
Il piumaggio viene quindi associato ai cinque colori: il blu all'amicizia, il giallo all'onestà, il rosso alla saggezza, il bianco alla fedeltà, il nero alla carità. Inoltre esiste un'associazione del Fenghuang con gli strumenti musicali a fiato: il flauto a dodici toni (tong) suona in base al canto della fenice: sei toni derivano dal canto della fenice maschio (feng) e sei toni dalla fenice femmina (huang). Nel mondo dello spirito, quando si alza in volo, secondo la sua radice etimologica, corrispondendo il carattere pittografico (feng) allo spirito del vento, è sempre accompagnata da un seguito di uccelli, figuranti 24 potenze di cui la fenice è a capo, corrispondenti a 24 mansioni magiche per gli antichi taoisti. Quando si manifesta sulla terra si posa unicamente sull'albero Dryandra cordifolia (wutong), che produce un fiore in forma di campana bianco all'esterno e marrone all'interno, i cui semi entrano nella composizione dei dolci a forma di luna che i cinesi mangiano ancora oggi nella festa d'autunno a conferma delle ascendenze simboliche del Fenghuang.
La fenice cinese non va confusa con l'uccello vermiglio (朱雀 zhū quē) che fa parte del quartetto chiamato 四灵 sī líng, insieme alla tartaruga (玄武 xuán wǔ), al drago (青龙 qīng lóng) e alla tigre (白虎 bái hǔ).
La fenice cinese è, come dichiara Saussure (1909), il primo nucleo del mitologema dell'uccello di fuoco connesso ai temi di morte e rigenerazione.